# L'ultima emozione (film 1989)
 L'ultima emozione è un film drammatico del 1989 diretto da Riccardo Sesani.

## Trama
Giorgio, pianista giunto in Alto Adige a tenere un concerto, poi rinviato, conosce Chiara, bella e sensuale ragazza che lo coinvolge in una sua ambigua e terribile storia: ha ucciso il marito e pretende che il musicista l'aiuti. Pur riluttante, Giorgio sta al suo gioco, anche perché attratto da lei. Quando Chiara, sospettata dalla polizia, gli racconta la verità, Giorgio (già accusato di complicità) non reagisce e così Chiara l'uccide sparandogli, così come aveva precedentemente fatto col marito.